# Мартинов Сергій Анатолійович
Сергій Анатолійович Мартинов (біл. Сяргей Анатольевіч Мартынаў; нар. 18 травня 1968б Москва, Російська РФСР) — радянський і білоруський стрілець, олімпійський чемпіон.

## Виступи на Олімпіадах
| Олімпіада    | Дисципліна                                     | Місце |
| ------------ | ---------------------------------------------- | ----- |
| Сеул 1988    | пневматична гвинтівка, 10 м                    | =14   |
| Атланта 1996 | дрібнокаліберна гвинтівка, 50 м, три положення | 8     |
| Атланта 1996 | дрібнокаліберна гвинтівка, 50 м, лежачи        | 6     |
| Сідней 2000  | дрібнокаліберна гвинтівка, 50 м, три положення | =9    |
| Сідней 2000  | дрібнокаліберна гвинтівка, 50 м, лежачи        | 3     |
| Афіни 2004   | дрібнокаліберна гвинтівка, 50 м, три положення | 29    |
| Афіни 2004   | дрібнокаліберна гвинтівка, 50 м, лежачи        | 3     |
| Пекін 2008   | дрібнокаліберна гвинтівка, 50 м, три положення | 34    |
| Пекін 2008   | дрібнокаліберна гвинтівка, 50 м, лежачи        | 8     |
| Лондон 2012  | дрібнокаліберна гвинтівка, 50 м, лежачи        | 1     |